# Carmelo Robledo
Carmelo Robledo (ur. 13 lipca 1912 w Buenos Aires, zm. 9 listopada 1961) – argentyński bokser, wagi piórkowej. Złoty medalista letnich igrzysk olimpijskich w Los Angeles.